# Peter Buck (Musiker)

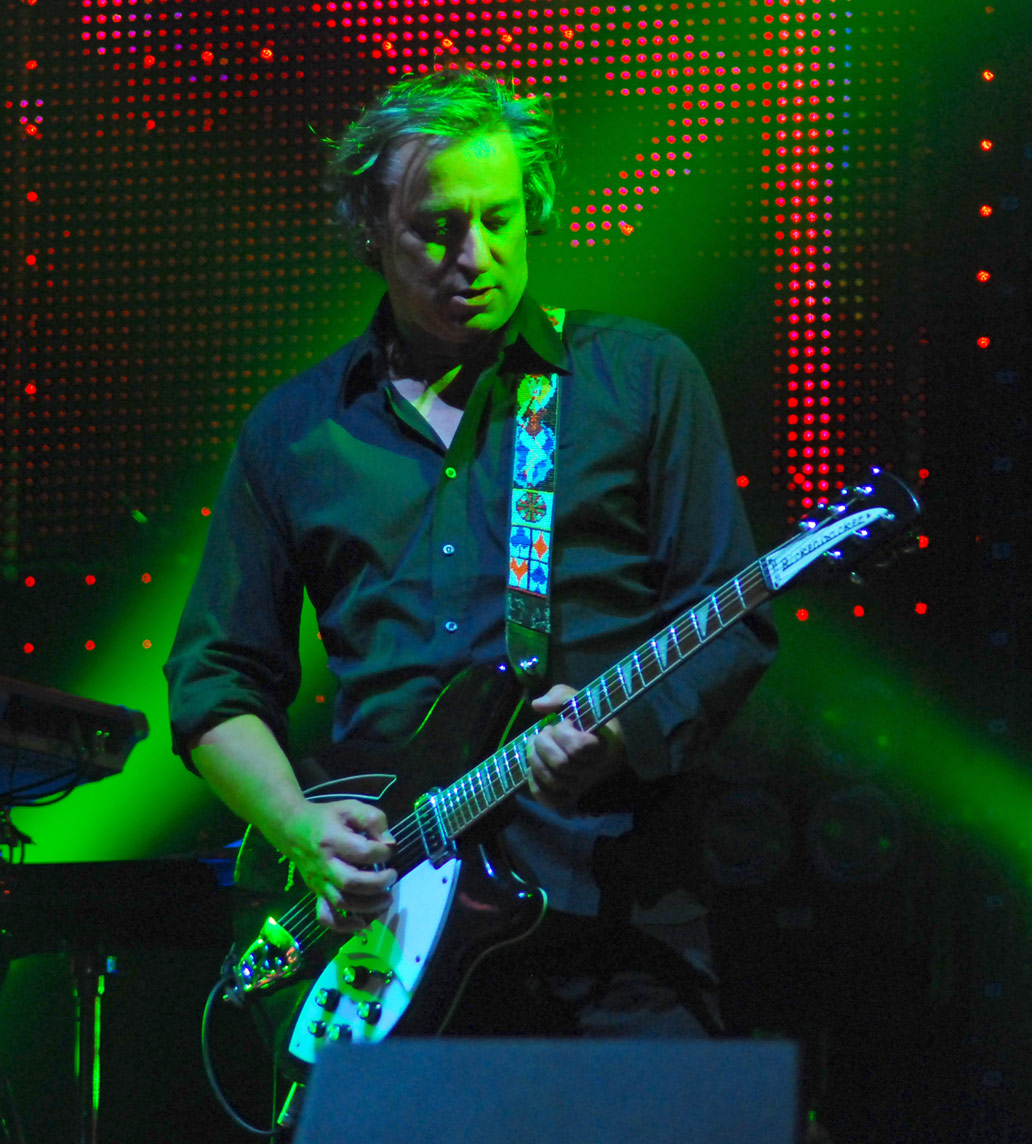
Peter Buck (2008)

Peter Lawrence Buck (* 6. Dezember 1956 in Oakland, Kalifornien, USA) ist ein US-amerikanischer Gitarrist und Gründungsmitglied der ehemaligen Alternative-Rock-Band R.E.M.

## Leben und Wirken
Seine Kindheit verbrachte Buck in San Francisco und Los Angeles, seine Jugend in Indiana und Georgia. Nachdem er 1975 die Schule verlassen hatte, studierte er an der Emory-Universität in Atlanta, um Englischlehrer zu werden. Nach dem ersten Jahr gab er das Studium auf, um durch die USA zu reisen.
Er ließ sich in Athens, Georgia nieder und arbeitete dort in einem Plattenladen namens „Wuxtry Records“. Dort lernte er Michael Stipe kennen, mit dem er sich anfreundete. Bald darauf gründeten sie zusammen mit Mike Mills und Bill Berry die Band R.E.M.
Buck nahm an zahlreichen Projekten teil und spielte auch als Gastmusiker bei anderen Bands und Künstlern live und auf Schallplattenaufnahmen mit, wie Robyn Hitchcock Warren Zevon, Nikki Sudden, The Replacements, The Walkabouts, Minus Five (Band des R.E.M.-Gastmusikers Scott McCaughey) und den Hindu Love Gods.

## Persönliches
Peter Buck ist seit 2013 in dritter Ehe mit Chloe Johnson verheiratet. Aus seiner zweiten Ehe mit Stephanie Dorgan hat er 1994 geborene Zwillinge.

## Die musikalische Seite
Bucks erste musikalische Vorbilder waren The Beatles und The Supremes, später dann The Rolling Stones, T. Rex und Slade. Nach eigener Aussage schätzte er aber schon als Teenager auch die frühen LPs von Laura Nyro.
Neben der Gitarre spielt er noch Bass, Mandoline, Orgel und Banjo. Er ist auch dafür bekannt, Effektgeräte einzusetzen, so z. B. das Wah-Wah-Pedal (in den Liedern Stand und What's the frequency, Kenneth?) und den E-Bow (u. a. in den Songs E-Bow the letter, Leave, I wanted to be wrong und  Walk unafraid).
Bucks erste Gitarre, die er bei vielen seiner Stücke spielt, ist eine Rickenbacker 360 Jetglo. Weiterhin nutzt er eine Gitarre von Gretsch und eine Gibson Les Paul.
Sein Gitarrenspiel ist geprägt von Leersaiten, um durch einfache Akkorde simple, aber eingängige Melodien zu erzeugen, die einen wichtigen Teil vieler R.E.M.-Melodien ausmachen. Oft wird dabei die Gitarre etwas in den Hintergrund gemischt und als Rhythmusinstrument genutzt, während die von Mike Mills gespielte Basslinie, Synthesizermelodie oder auch Klavierlinie melodieprägend sind. Sein Spiel wird oft als klimpernd oder schellend bezeichnet. Buck spielt selten Gitarrensoli, die wenigen sind kurz gehalten. Typisch sind seine Soli in Country Feedback und She Just Wants To Be, bei denen er die in diesem Fall gespielte Gitarre von Gretsch mittels Rückkopplungen förmlich zum Singen bringt. Häufig übernimmt er auch die Rhythmusgitarre.
Der Rolling Stone listete Buck 2011 auf Rang 94 der 100 größten Gitarristen aller Zeiten.